# Ceglédi-rét Természetvédelmi Terület
A Ceglédi-rét Pest vármegye egyik természetvédelmi területe. Védetté nyilvánításának oka egy ritka orchideafaj, a pókbangó jelenléte. A területet 1990-ben nyilvánították védetté, az európai uniós csatlakozás óta pedig a NATURA 2000 hálózatnak is része.

## Rövid jellemzés
A ceglédi pókbangós rét (a Csíkos-szél) az Örkényi út és a Gerje (Csíkos) patak melletti terület, ahol az ősgyepen ideális feltételek alakultak ki egyes orchideafajok számára: pl. a fokozottan védett pókbangó, a poloskaszagú kosbor, az agárkosbor, a vitézkosbor, és a füleskosbor is megtalálhatók a területen.
A terület fokozott védelmet igényel. A virágzási időszakban az ellenőrzés fokozásával, az illegális hulladék elhelyezésének védő rézsűfallal történő megakadályozásával, illetve a természetvédelmi hatósági intézkedésekkel, kötelezésekkel hazánk legértékesebb orchideás területe megóvható.